# Signal (G.Addictのアルバム)
『signal』はG.Addictの1枚目のミニアルバム。2009年12月9日にLantisより発売された。

## 概要
- G.Addictのデビューミニアルバム。

## 収録曲
1. signal
作詞、作曲、編曲：R・O・N
歌：G.Addict
2. Black Whirlpool
作詞：こだまさおり、作曲、編曲：nishi-ken
歌：Nil×梶裕貴
3. 断罪のShadow
作詞：こだまさおり、作曲、編曲：河合英嗣
歌：Hokuto×阿部敦
4. Ambivalence
作詞：こだまさおり、作曲、編曲：nishi-ken
歌：Albireo×寺島拓篤
5. Sanctuary
作詞：こだまさおり、作曲、編曲：斎藤悠弥
歌：Legulus×堀江一眞
6. grindingdays
作詞、作曲、編曲：R・O・N
歌：G.Addict